# 20センチュリー・ウーマン
『20センチュリー・ウーマン』（トゥエンティセンチェリー・ウーマン、原題:20th Century Women）は、2016年にアメリカ合衆国で公開されたヒューマンドラマ映画である。監督はマイク・ミルズ、主演はアネット・ベニングが務めた。
本作は批評家・観客の双方から称賛され、特にマイク・ミルズの脚本と演出及びアネット・ベニングの演技は「キャリアベストの仕事」と絶賛された（後述）。前者は第89回アカデミー賞において脚本賞にノミネートされたが、受賞は逃した。

## ストーリー
1979年、カリフォルニア州サンタバーバラ。 15歳の息子ジェイミーとの関係が上手くいっていないことに悩むシングルマザーのドロシーは、知人の写真家アビーとジェイミーの幼馴染ジュリーに助けを求めた。息子を支えてあげてほしい、と。その頃、ジェイミーは友人と共にロサンゼルスへロックコンサートに行っていた。帰宅したジェイミーは、親友のジュリーから「クラスメートと避妊せずにセックスをしてしまった。もしかしたら妊娠したかもしれない」と打ち明けられる。慌てたジェイミーは妊娠検査薬を購入した。検査の結果、妊娠せずに済んだことが判明する。その後、ジェイミーは今度はアビーから、癌検査の結果を聞きに行くのだけど一緒に来てくれないか、と相談され、病院に付き添うことになった。検査の結果、アビーはガンではなく良性であることが判明するが、子宮頸部が開きやすく妊娠に適さないと言うことを告げられた。病院に付き添ってもらったお礼として、アビーはジェイミーに秘密を打ち明ける。子宮に異常が出たのは自分の母親がジエチルスチルベストロール（DES：流産防止剤）を使用したからだと。
ある日、ジュリーはドロシーに「なぜ貴方は堅実な男性との恋愛ばかり追い求めるの？　貴方が本当に惹かれているのはウィリアムなのに。」と尋ねた。その考えも尤もだと思ったドロシーはアビーに刺激的な世界を教えてくれと頼んだ。アビーに教えてもらったパンククラブで、ドロシーとウィリアムは初めてキスをした。しかし、ウィリアムがアビーと肉体関係を続けていると知ったドロシーはそれ以上の関係になることを断った。ドロシーを愛していたウィリアムはアビーとの関係を清算した。ショックを受けたアビーはジェイミーとジュリーに「成功者になりたいならサンタバーバラを離れなさい」と言い放つのだった。
ジェイミーはアビーに連れて来てもらったロッククラブで酔っ払い、見知らぬ女の子とキスまでしてしまった。その頃、ウィリアムはドロシーから恋愛の育み方を教授されていた。ワンナイトラブばかり追い求めてきたウィリアムには、恋愛というものがよく分からなかったからである。クラブから帰ってきたアビーは、クラブを満喫するジェイミーを撮影した一枚をドロシーに見せた。その写真を見たドロシーは、自分の近くにいたのではジェイミーは充実した人生を送れないと確信するのだった。
ドロシーの下宿に住む人たちの人間関係は良好だったが、ジェイミーがフェミニズムへの関心を強めるにつれて、徐々に緊張感が生じていくことになった。

## キャスト
- アネット・ベニング - ドロシー・フィールズ、下宿の管理人でシングルマザー。ジェイミーの母親。
- グレタ・ガーウィグ - アビゲイル・"アビー"・ポーター、子宮頸がんと闘病する写真家。
- エル・ファニング - ジュリー・ハムリン、ジェイミーの親友。毎晩、ジェイミーと一緒に寝ているが、肉体関係を持ったことはない。
- ルーカス・ジェイド・ズマン - ジェイミー・フィールズ、15歳の高校生。
- ビリー・クラダップ - ウィリアム、大工として生計を立てる傍ら、ヒッピーのコミュニティにも顔を出している。
- アリア・ショウカット - トリッシュ
- ダレル・ブリット＝ギブソン - ジュリアン
- テア・ギル - アビーの母親
- ローラ・ウィギンス - リネット・ウィンターズ
- ナタリー・ラヴ- シンディ
- ワリード・ズエイター - チャーリー
- アリソン・エリオット - ジュリーの母親

## 製作

### 構想
ドロシーとアビーはそれぞれミルズの母親と姉をモデルにして構築されたキャラクターである。ミルズは「私は母親と姉に育てられたという気がしています。だから私はいつもパンクな世界にいる女性や私の周辺にいる女性に訴えかけるような作品を作ろうとしてきました。彼女たちとの交流を通して、私は異性愛者の白人男性の生とはどのようなものなのかを学んできました。本作ではそれを表現したかったのです。」と述べている。ジェイミーというキャラクターにはミルズの経験が反映されているが、ジュリーはミルズの友人の経験を元に構築したキャラクターである。ミルズは本作が自分を育ててくれた女性たちへのラブレターであると表現しており、「私を導いてくれたのはキャラクターそのものであり、実在する人間であった。勿論、私は実在する人々をモデルにこの映画を作ったわけですが、登場人物は実在する人そのものではありませんし、その人の全ての要素を投影することは出来ません。しかし、ドロシーが私の母親にそっくりなキャラクターであることは間違いないのです。」と述べている。脚本を書き上げた後、ミルズはその映画化権をアンナプルナ・ピクチャーズに売却した。アンナプルナがミルズの脚本を購入したのは『人生はビギナーズ』に引き続いてのことである。

### キャスティング
2015年1月、アンナプルナ・ピクチャーズとアーチャー・グレイの出資を得て、マイク・ミルズ自身が本作の監督を務めると発表された。5月にはアネット・ベニング、グレタ・ガーウィグ、エル・ファニングの出演が決まった。8月3日にはビリー・クラダップが本作に出演すると報じられた。
ドロシーを演じるに当たって、ベニングはミルズの母親が好きだった映画を鑑賞し、母親がどんな人間だったかを2人で議論したという。フェミニストの写真家を演じるに当たって、ガーウィグはプロの写真家から撮影の技術を学んだだけでなく、キャラクターが読みそうな本を読んだり、聴きそうなレコードを掛けたりした。さらにガーウィグは、役のモデルとなったミルズ監督の姉と実際に話をしたのだという。なお、ファニングはモーガン・スコット・ペックの著書『The Road Less Traveled』を参考資料として受け取ったのだという。

### 撮影
2015年9月8日、本作の主要撮影は南カリフォルニアで始められ、10月27日に終了した。なお、本作はサンタバーバラを舞台にしているにも拘わらず、ロケ地のほとんどはロサンゼルスであった。

## 公開
2016年6月、A24が本作の全米配給権を購入したと報じられた。同年10月8日、本作はニューヨーク映画祭でプレミアを迎えた。11月16日にはAFIフェスタでの上映が行われた。当初の予定では、本作は2016年12月25日に全米公開されることになっていたが、後に2016年12月28日公開に延期された。

## 評価
本作は批評家から絶賛されている。映画批評集積サイトのRotten Tomatoesには163件のレビューがあり、批評家支持率は88%、平均点は10点満点で7.8点となっている。サイト側による批評家の見解の要約は「『20センチュリー・ウーマン』はアネット・ベニングに主演で輝く極めて貴重な機会を提供している。また、マイク・ミルズ監督にとっては、将来への確かな二歩目である。」となっている。また、Metacriticには40件のレビューがあり、果樹平均値は83/100となっている。
『バラエティ』のオーウェン・グレイバーマンは「『20センチュリー・ウーマン』で最も素晴らしかったのは、ドロシー・フィールズを演じるアネット・ベニングの演技である。自由人でありながらにして葛藤を抱えた人間を見事に演じている。離婚経験、溢れんばかりの優しさ、情熱、誇りを抱えた独特の人物ではあるが、多くの人々に共感されるキャラクターになっている」と評している。『ハリウッド・リポーター』のデヴィッド・ルーニーは「ミルズ監督は『人生はビギナーズ』のときと同様に、キャラクターを取り巻く文化を作品に生かしている。特に、彼らが生まれた年に起きた出来事の映像や下宿に来るまでの人生の蓄積を作品に取り入れている。」と述べている。